# Narrogin
Narrogin is een plaats in de regio Wheatbelt in West-Australië. Het ligt langs de Great Southern Highway, 192 kilometer ten zuidoosten van Perth, 103 kilometer ten noorden van Katanning en 50 kilometer van Wagin. In 2021 telde Narrogin 3.927 inwoners, tegenover 4.238 in 2006.

## Geschiedenis
De oorspronkelijke bewoners van de streek zijn de Nyungah Aborigines. De naam Narrogin is afgeleid van het aborigineswoord gnargijin. Men vermoedt dat het woord "plaats van water" betekent omdat het de benaming was voor de waterpoel waar de Narroginn Creek door vloeit. Volgens andere bronnen zou gnargijin "plaats van vleermuizen" of "veel van alles" betekenen.
De eerste kolonisten in de streek waren schapenherders. Ze volgden de waterlopen op zoek naar geschikte grond om hun schapen op te laten grazen. Edward Hamersley nam in 1853 de eerste pastorale lease van ongeveer tweeduizend hectare op. Hij zou het nooit in productie gebracht hebben. Elijah Quartermaine nam tweeduizend hectare op in 1860. Andere kolonisten volgden waaronder de ex-gevangene John Dodd in 1876.

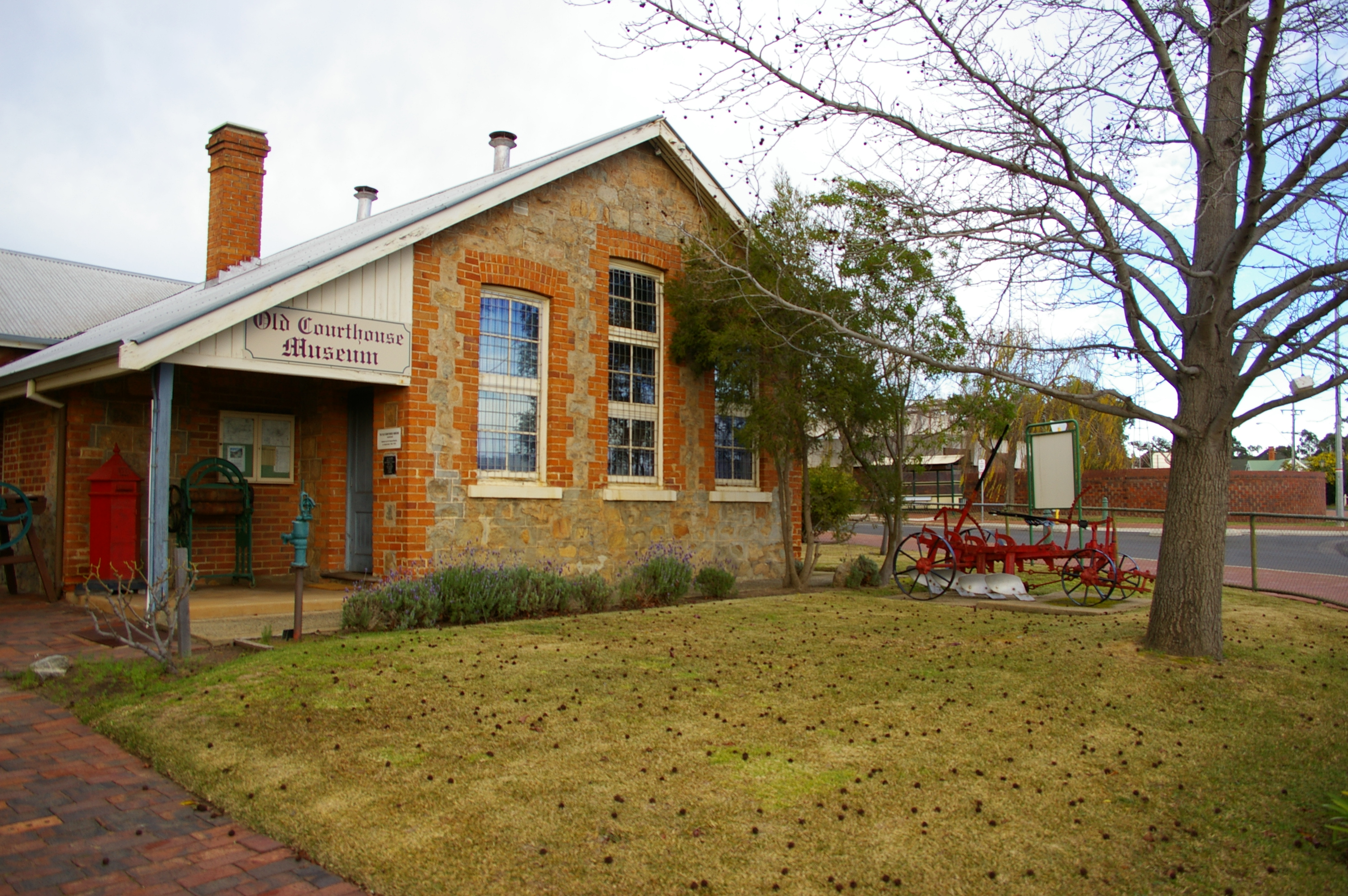
Old Courthouse Museum

In 1890 dienden elf families een petitie in met de vraag een school op te richten in Narrogin. In maart 1892 ging een provisoir schooltje van start. Het diende enkele keren te verhuizen maar tegen 1895 werd een nieuw schoolgebouw gezet volgens een standaardplan van het Public Works Department, geleid door George Temple-Poole. In het begin 20e eeuw was de school te klein geworden. Eerst werd een lokaal bijgebouwd. Vervolgens werd een nieuwe school gezet. Het oude schoolgebouw werd eerst door een bank ingenomen en van 1947 tot 1970 werd het gebruikt als gerechtsgebouw. Op 18  september  1976 opende het Old  Courthouse  Museum in het gebouw.
De private spoorweg Great Southern Railway tussen Albany en Beverley werd geopend in 1889. Narrogin was een van de originele stopplaatsen op de lijn. De West Australian Land Company Ltd, die de spoorweg aanlegde en uitbaatte, stichtte er het plaatsje Narrogin. De onderneming bouwde de spoorweg in ruil voor grond maar slaagde er niet in genoeg grond aan kolonisten te verkopen en rendabel te worden. In 1896 werd de spoorweg door het overheidsbedrijf Western Australian Government Railways (WAGR) opgekocht. In 1897 werd Narrogin officieel door de overheid erkend.
De WAGR ontwikkelde Narrogin als een onderhoudscentrum vanwege zijn centrale ligging en de aanwezigheid van water voor de stoomlocomotieven. Tussen 1905 en de jaren 1920 werden er nog spoorwegen naar Collie (1907), Wickepin (1909), Kondinin en Dwarda (1926) aangelegd. In 1907 kreeg Narrogin een nieuw stationsgebouw, een wateropslagplaats en rangeerterreinen. De locomotiefopslagplaats van Wagin werd naar de locomotievenbundel ten zuiden van Narrogin verhuisd. Granen, fruit, aardappelen en balen wol werden per trein vanop het platteland naar de kust gespoord. Machines en mest werden naar de boeren vervoerd. In de jaren 1920 werd nog een nieuw rangeerterrein ten oosten van het station gebouwd. In 1921 werden er in Narrogin twintig nieuwe commerciële gebouwen tot stand gebracht waaronder vier molens, een boterfabriek, een poppenfabriek, een ijsfabriek, een vleesfabriek en een likeurfabriek. In de jaren 1950 bouwde Westrail vijftig woningen om personeel in onder te brengen. Er werkten toen meer dan vierhonderd mensen voor Westrail in Narrogin. Reliance Weekly rapporteerde in 1953 nog dat er in Narrogin gemiddeld vierendertig treinen per dag werden behandeld, goed voor negen tot tienduizend ton goederen.
Vanaf de jaren zestig kregen de spoorwegen echter concurrentie van het wegverkeer. De kleinere lijnen gingen toe. Tegen 1971 waren alle stoomlocomotieven vervangen door diesellocomotieven. De laatste passagierstrein deed Narrogin aan in 1978. Doorheen de jaren 1980 bleef Westrail saneren. In 1990 werkten er in Narrogin nog honderd mensen voor Westrail en tegen 1995 minder dan een dozijn.
De industrie en de overheidsdiensten bleven wel en Narrogin blijft een belangrijk dienstencentrum voor de streek met scholen en hospitalen. Voor de graanproducenten uit de omgeving is er een verzamel- en ophaalpunt van de Co-operative Bulk Handling Group.

## Toerisme
Het Dryandra Country Visitor Centre is gelegen in Narrogin en biedt meer informatie over onder meer volgende toeristische attracties:
- Foxes Lair Nature Park is een arboretum met meer dan zeventig soorten eucalyptus.
- In de Barna Mia Animal Sanctuary worden 's nachts begeleide wandelingen georganiseerd om bedreigde buideldieren waar te nemen.
- Aan de Railway Dam zijn twee korte wandelingen uitgestippeld die vooral interessant zijn om te vogelen.
- In het Gnarojin Park ligt een anderhalve kilometer lang erfgoedpad met honderd granieten tegels die de geschiedenis van Narrogin beschrijven.
- Het Old Courthouse Museum, in het schooltje uit 1895, is een streekmuseum en galerij gevestigd.
- Vanop de Yilliminning Rock nabij Yilliminning heeft men een panoramisch uitzicht over de streek.
- Het toekomstige nationaal park Dryandra biedt reeds tal van wandelingen in de Dyandra Woodlands.[noot 2][9]

## Transport
Narrogin ligt langs de Great Southern Highway. De GS2-busdienst van Transwa tussen Perth en Albany doet Narrogin enkele keren per week aan.
Narrogin is een belangrijk knooppunt in het goederenspoorwegnetwerk van Arc Infrastructure.

## Klimaat
Narrogin kent een mediterraan klimaat met hete droge zomers en koele vochtige winters.
| Maand                                  | jan  | feb  | mrt  | apr  | mei  | jun  | jul  | aug  | sep  | okt  | nov  | dec  | Jaar  |
| -------------------------------------- | ---- | ---- | ---- | ---- | ---- | ---- | ---- | ---- | ---- | ---- | ---- | ---- | ----- |
| Gemiddeld maximum (°C)                 | 31,0 | 30,2 | 27,4 | 23,1 | 18,6 | 15,5 | 14,6 | 15,3 | 17,7 | 21,2 | 25,6 | 29,0 | 22,4  |
| Gemiddeld minimum (°C)                 | 14,2 | 14,3 | 13,1 | 10,5 | 7,8  | 6,3  | 5,2  | 5,2  | 6,0  | 7,5  | 10,2 | 12,4 | 9,4   |
|                                        |      |      |      |      |      |      |      |      |      |      |      |      |       |
| Neerslag (mm)                          | 13,1 | 16,8 | 21,2 | 29,2 | 62,0 | 85,2 | 86,2 | 67,9 | 46,4 | 31,0 | 18,3 | 14,2 | 491,5 |
| Regendagen (dag)                       | 1,4  | 1,7  | 2,3  | 3,7  | 7,1  | 9,5  | 10,1 | 9,1  | 7,1  | 5,2  | 3,1  | 1,8  | 62,1  |
| Relatieve luchtvochtigheid (%)         | 30   | 32   | 36   | 45   | 56   | 63   | 64   | 61   | 56   | 44   | 35   | 29   | 46    |
| Bron: Australian Bureau of Meteorology |      |      |      |      |      |      |      |      |      |      |      |      |       |

## Bekende personen
- Bevan George, voormalig hockeyspeler